# 聯盟輪胎集團
聯盟輪胎集團（英語：Alliance Tire Group）為以色列的輪胎製造商，成立於1950年，總部設於哈代拉，另一工廠則設於印度泰米爾納德邦，主要產品為農業用、森林用、工程用、OTR（off-the-road之縮寫）等輪胎。該公司擁有「Alliance」、「Galaxy」、「Primex」等三個品牌。

## 概要與沿革
以色列宣布建國後，1950年美商將軍輪胎（（英文）General Tire and Rubber Company）在佩塔提克瓦投資設立一家名為三森（（英文）Samson）的輪胎廠。不過從索萊爾·波恩營造公司（（英文）Solel Boneh International Ltd.）出身的幾個高階主管另外成立一家代頓輪胎（（英文）Dayton Tire and Rubber Company），主事者為弗里德蘭德（（英文）A. L. Friedlander），後來更名成聯盟輪胎公司。1971年聯盟輪胎併購了三森輪胎廠。
1960年代該公司開始製造拖拉機的前、後斜交輪胎，1980年代起改發展輻射層輪胎。在冷戰時期，該公司透過古巴迂迴地外銷至東方集團地區。1983年庫爾工業公司（（英文）Koor Industries Ltd.）成為該公司最大股東，但是1988年至1992年間該公司申請「以色列國破產保護」（（英文）Official Receiver of the State of Israel）。所幸在1990年該公司從破產陰影走了出來，並於1992年出售所有資產給當地的費旭曼控股公司（（英文）Fishman Holdings）、烏茲·朱克（Uzi Zucker）與美商貝爾斯登公司；1993年該公司的股票在特拉維夫證券交易所掛牌上市。
2007年該公司被馬漢沙里亞（Mahansaria）家族與私募基金公司華平投資買下，並由前者組成經營團隊。

## 品牌
- 銀河輪胎（（英文）Galaxy Tire）：該品牌的前身為1922年創立的銀河輪胎輪圈公司（（英文）Galaxy Tire and Wheel），主要產品為農業用與OTR輪胎。2009年該品牌被聯盟輪胎集團收購。
- 普萊梅克斯（（英文）Primex Tire）：該品牌的主力產品是集材機、收割機、運木機與林業拖拉機用輪胎，同樣在2009年被聯盟輪胎集團收購。

## 外部連結
- 官方網站